# Achola Pala
Achola Pala é uma antropóloga, socióloga e especialista em políticas para mulheres da Quênia. Nascida em uma pequena cidade no oeste queniano, Pala concluiu seus estudos na Universidade da África Oriental e da Universidade Harvard. Ela trabalhou como pesquisadora na Universidade de Nairobi e, posteriormente, foi chefe de pesquisa em ciências sociais no Centro Internacional de Fisiologia e Ecologia de Insetos. Preocupada com o empoderamento das mulheres e o impacto das políticas públicas sobre as mulheres, ela trabalhou com inúmeras divisões das Nações Unidas, incluindo a UNESCO, a UNICEF, a Universidade das Nações Unidas e o Conselho Mundial da Alimentação, antes de se tornar chefe da Secção Africana da UNIFEM. Ela também participou de inúmeras conferências sobre mulheres, incluindo as Conferências Mundiais sobre Mulheres nos anos de 1980, 1985 e 1995. Ela trabalhou com Esther Jonathan Wandeka para obter apoio governamental para a conferência de 1985 realizada em Nairobi e foi fundamental na introdução da tocha da paz na conferência de Pequim de 1995.
Pala foi uma das acadêmicas feministas que fundou a Associação de Mulheres Africanas para Pesquisa e Desenvolvimento (em inglês: AAWORD) em 1977 para promover estudos e pesquisas sobre mulheres africanas por mulheres africanas. Ela também foi membro fundadora da Development Alternatives with Women for a New Era (DAWN), criada em 1984 para promover a cooperação entre mulheres acadêmicas em todo o Sul Global. Mulher intelectual pioneira no Quênia, é reconhecida por encorajar os estudos africanos. A sua investigação avaliou os impactos negativos que as políticas públicas tiveram sobre as mulheres e sublinhou a importância de permitir que as mulheres concebam soluções políticas com base nas suas próprias prioridades e tradições culturais. Durante o seu mandato como chefe da Secção Africana do UNIFEM, ela conseguiu implementar uma política que exigia que, no escritório queniano da organização, todos os programas fossem liderados por mulheres africanas.

## Primeiros anos e educação
Achola Pala nasceu no condado de Kisumu, Quênia, filha de Agnes (nascida Bolo) e Hosea Pala. Seus pais frequentaram a Escola Jeanes em Kabete, bairro de Nairóbi. Seu pai era professor e sua mãe trabalhava em programas de desenvolvimento. Ambas eram feministas e interessadas em criar escolas e fornecer formação técnica para melhorar a sua comunidade. Seus pais incentivaram todos os seus filhos, inclusive as meninas, a adquirirem educação. Um dos nove irmãos, o irmão mais velho de Pala era Francis Otieno Pala, cofundador do Serviço Nacional de Bibliotecas do Quênia. Ela começou seus estudos na Escola Diemo local, mas depois de dois anos estudou em Butere, onde sua irmã mais velha, Patricia Anyango, Oloo era professora. Patricia foi educada em casa por dois anos, após os quais ela retornou a Diemo para concluir o ensino primário. A família mora no distrito eleitoral de Seme, no condado de Quisumu, em Quênia. Na década de 1960, ela se formou na Butere Girls High School, onde foi uma das duas únicas alunas a obter a primeira divisão no Cambridge School Examination. Ela estudou para os exames A-Level na Limuru Girls' High School antes de ser escolhida para frequentar a Universidade da África Oriental (agora Universidade de Dar es Salaam). Durante seus estudos, ela trabalhou no final da década de 1960 como estagiária em um programa de desenvolvimento infantil queniano.
Graduando-se em 1970,  Pala continuou seus estudos, obtendo um mestrado em educação pela Universidade de Harvard. Regressou a Quênia em 1973 e assumiu um cargo de investigadora júnior no Instituto de Estudos de Desenvolvimento da Universidade de Nairobi. Recebendo uma bolsa da Fundação Rockefeller, e, posteriormente, voltou a Harvard, obtendo um doutoramento em antropologia. Sua tese Changes in Economy and Ideology: A Study of Joluo of Kenya, with Special Reference to Women foi concluída em 1977. Avaliou como as reformas agrárias que exigiam o registo individualizado de propriedades diminuíram a capacidade das mulheres de tomar decisões sobre herança de gado e terras. De acordo com os acadêmicos Wanjiku Mukabi Kabira, Elizabeth Auma e Brender Akoth, Pala é uma das pioneiras "mulheres intelectuais quenianas". Em 1977, tornou-se uma das fundadoras da Associação de Mulheres Africanas para Pesquisa e Desenvolvimento (AAWORD), uma organização criada para promover estudos e pesquisas sobre mulheres africanas por mulheres africanas. Ela trouxe as ideias do movimento de libertação das mulheres para as discussões políticas sobre o empoderamento das mulheres e a procura da paridade através da utilização de estruturas sociais e de conhecimento africanas, em vez de utilizar lentes eurocêntricas. Na mesma época, ela se casou com um diplomata, Michael G. Okeyo, que era membro da delegação queniana nas Nações Unidas.

## Carreira
Após sua formatura, Pala foi contratada como oficial de ligação para a Conferência Mundial sobre a Década das Nações Unidas para as Mulheres e, na década de 1980, apresentou palestras para grupos de mulheres na cidade de Nova Iorque. Ela participou da Conferência Mundial sobre Mulheres de 1980 em Copenhague, na Dinamarca, e com outras feministas africanas apresentou ideias afrocêntricas sobre as mulheres e o meio ambiente. Enquanto esteve em Nova Iorque, ela também trabalhou como consultora da Organização das Nações Unidas para a Educação, a Ciência e a Cultura (UNESCO) e o Fundo Internacional de Emergência para a Infância das Nações Unidas. Como pesquisadora, trabalhou para o Population Council, uma iniciativa de saúde do Centro de Estudos Políticos da Universidade das Nações Unidas que se concentra na saúde reprodutiva, HIV/AIDS e questões de saúde pública enfrentadas por mulheres, crianças e os pessoas de extrema pobreza. Ela foi membro do painel de especialistas independentes, que aconselhou o Conselho Mundial de Alimentação na redução da desnutrição e da fome. Após voltar ao Quênia, retomou o seu cargo como investigadora na Universidade de Nairobi na área da política de desenvolvimento.
Pala e seu marido tiveram três filhos antes de retornarem a Nova Iorque em 1984 por um ano, durante o qual ela deu palestras sobre os desafios enfrentados pelas mulheres nos países em desenvolvimento. Ela participou da conferência de desenvolvimento realizada naquele ano em Bangalore, na Índia, que viu a fundação das Alternativas de Desenvolvimento com Mulheres para uma Nova Era (DAWN), com Pala como um dos membros fundadores da África. A organização é uma rede de acadêmicas e ativistas feministas focadas no Sul Global. Quando a família regressou ao Quênia em 1985, ela e outras feministas pressionaram o governo, que não tinha nenhum ministério para lidar com as questões das mulheres, a criar um departamento da mulher dentro do Ministério dos Serviços Sociais. Trabalhando com Esther Jonathan Wandeka, a recém-nomeada chefe do departamento, pressionaram o governo a apoiar a organização da Terceira Conferência Mundial sobre a Mulher em Nairobi. Embora tenham enfrentado resistência, ela e Johnson conseguiram autorização para a conferência. Em 1986, tornou-se chefe de pesquisa em ciências sociais no Centro Internacional de Fisiologia e Ecologia de Insetos. Ela trabalhou lá por cinco anos para fazer a interface da pesquisa do centro para incluir considerações socioeconômicas, antes de se tornar chefe da Seção Africana do Fundo de Desenvolvimento das Nações Unidas para as Mulheres (UNIFEM).
Pala esteve envolvida no movimento pacifista desde os tempos de escola, participando de uma conferência de paz na Suécia em 1976. Na década de 1990, com a turbulência em muitos países africanos, ela propôs ao diretor do UNIFEM que adotassem um costume tradicional africano para promover a paz. Durante os movimentos de independência, da década de 1960, Julius Nyerere conduziu uma tocha da independência de Dar es Salaam até Arusha. A jornada e a tocha tornaram-se um símbolo que une as pessoas em seu caminho pela causa. Da mesma forma, Pala promoveu o uso de uma tocha para simbolizar o compromisso das mulheres com a paz. A ideia foi introduzida na Conferência Mundial sobre a Mulher de 1995, sediada em Pequim, na China. Após a conferência, ela conseguiu convencer o UNIFEM a estabelecer um escritório em Nairobi e a adotar uma política segundo a qual, no Quênia, os programas do UNIFEM seriam liderados por mulheres africanas. Depois de se aposentar do UNIFEM, Pala concentrou-se em organizações de mulheres de base, que se concentravam na mudança social e no empoderamento das mulheres.

## Estudos acadêmicos
Alguns de seus primeiros trabalhos examinaram os impactos negativos que as políticas públicas tiveram sobre as mulheres. Um estudo examinou se as mulheres poderiam qualificar-se para assistência governamental para melhorar o uso das suas terras. Dado que a política na província de Nyanza exigia que quinze acres de terra fossem cultivados, muito poucas mulheres conseguiram obter subsídios de ajuda governamental, uma vez que a maioria dos registos de títulos eram detidos por homens. Além disso, porque o sistema de registro favorecia os maridos ou filhos, o papel tradicional das mulheres na distribuição de terras foi subvertido e resultou numa perda geral de estatuto social para as mulheres.
Trabalhos posteriores trataram dos direitos das feministas africanas de estabelecerem as suas próprias prioridades com base nas suas próprias tradições culturais. Observando que essas tradições não estavam estagnadas, pois tinham sido moldadas pelo colonialismo, Pala reconheceu que as tradições de resistência global na sociedade negra à subjugação eram frequentemente utilizadas pelas autoridades para desumanizar as comunidades e destruir as suas estruturas socioeconómicas. Pala também alertou contra o desenvolvimento de políticas e quadros para as mulheres africanas com base nas experiências diaspóricas de pessoas que foram forçadas a migrar para as Caraíbas, Europa, América do Norte e América do Sul.

## Obras publicadas
- Pala, Achola O. (1978). Women's Access to Land and Their Role in Agriculture and Decision-Making on the Farm: Experience of the Joluo of Kenya (em inglês). Nairobi, Kenya: Institute for Development Studies, University of Nairobi. OCLC 5575159.[28]
- Pala, Achola Okeya (maio–junho de 1980). «The Joluo Equation: Land Reform = Lower Status for Women». Rome, Italy: Food and Agriculture Organization of the United Nations. Ceres (em inglês). 1 (75): 37–92. ISSN 0009-0379
- Pala Okeyo, Achola (março de 1981). «Reflections on Development Myths». New York, New York: Africa-America Institute. Africa Report (em inglês). 26 (2): 7–10. ISSN 0001-9836
- Prah, Kwesik; Okeya, Achola Pala (dezembro de 1989). «The Role of Social Science in Generating Technologies for the Farming Community in Africa». Cambridge, Cambridgeshire: Cambridge University Press. International Journal of Tropical Insect Science (em inglês). 10 (6): 777–782. ISSN 1742-7584. OCLC 7996515182. doi:10.1017/S1742758400012534
- Pala, Achola O. (1995). Connecting Across Cultures and Continents: Black Women Speak Out on Identity, Race, and Development (em inglês). New York, New York: United Nations Development Fund for Women. ISBN 978-0-912917-35-1
- Pala, Achola O. (2005). «16. Definitions of Women and Development: An African Perspective». In:  Oyèwùmí. African Gender Studies: A Reader (em inglês) 1st ed. New York, New York: Palgrave Macmillan. pp. 299–312. ISBN 978-1-4039-6282-9